# Gymnopaxillus morchelliformis
Gymnopaxillus morchelliformis är en svampart som beskrevs av E. Horak 1966. Gymnopaxillus morchelliformis ingår i släktet Gymnopaxillus och familjen Serpulaceae.   Inga underarter finns listade i Catalogue of Life.